# Françoise Mayeur
Pour les articles homonymes, voir Mayeur.
Françoise Mayeur, née Paoli le 17 février 1933 à Limoges et morte le 13 juin 2006 à Paris, est une historienne française spécialisée dans l'histoire des femmes et de l'enseignement en France au XIXe siècle.
Elle est la première historienne en France à s'intéresser à ce sujet et à en proposer une analyse détaillée.

## Biographie
Ancienne élève de l’École normale supérieure de jeunes filles (L1954), agrégée d’histoire (1958), Françoise Mayeur se spécialise dans l'histoire des femmes et de l'enseignement en France au XIXe siècle lors de son parcours de doctorante ès lettres.
Sa thèse d’Etat, L’enseignement secondaire des jeunes filles, 1867-1924, est soutenue en 1976 sous la direction de Louis Girard à l’université Paris 4. 
C'est un travail fondateur qui étudie à la fois la nouvelle filière scolaire, les débats à son sujet, ses personnels, ses élèves et son assimilation, à partir de 1924, au secondaire masculin.
C'est ainsi qu'elle devient la première historienne française à effectuer et publier des recherches sur l'enseignement prodigué aux jeunes filles au XIXe siècle, ce qui la conduit à publier son premier ouvrage sur le sujet, en 1977 : L'enseignement secondaire des jeunes filles sous la Troisième République.
Elle est également professeur à l'université de Lille puis à l'Université Paris Sorbonne-Paris IV.
Elle est l'épouse de Jean-Marie Mayeur (1933-2013) et la mère de Catherine Mayeur-Jaouen (née en 1964), tous deux historiens.

## Publications
- L'Aube : étude d'un journal d'opinion : 1932-1940, préf. de René Rémond, Paris, Armand Colin, 1966
- L'enseignement secondaire des jeunes filles sous la Troisième République, Paris, Presses de la Fondation nationale des sciences politiques, 1977  (ISBN 978-2724603835)
- L'éducation des filles en France au XIXe siècle, Paris, Hachette, 1979 (nouvelle édition Perrin, 2008)  (ISBN 978-2010038242).
- Histoire générale de l'enseignement et de l'éducation en France, volume 3 : De la Révolution à l'École républicaine, 1789-1930, G.-V. Labat, 1981, (nouvelle édition Perrin, 2004  (ISBN 978-2262020941)).